# 세르게이 네크라소프
세르게이 블라디미로비치 네크라소프(러시아어: Сергей Владимирович Некрасов, 1973년 1월 29일 ~ )는 러시아의 전직 축구 선수로 선수 시절 포지션은 수비수였다.

## 생애
1992년부터 FC 디나모 모스크바의 주전 수비수로 활동하면서 리그 149경기에 출전하여 12골을 기록했다. 러시아컵 경기에서는 23경기에 출전하여 2골을 기록했고 유럽 축구 연맹(UEFA) 주관 대회(UEFA컵, UEFA 컵위너스컵, UEFA 인터토토컵)에서는 24경기에 출전하여 2골을 기록했다.
1998년 11월 18일에 열린 브라질과의 친선 경기에서 처음 출전했는데 이 기록은 그의 유일한 러시아 축구 국가대표팀 출전 기록이다. 1999년에는 극심한 부상으로 인해 FC 디나모 모스크바에서 하차했고 2000년부터 2007년까지 러시아 1, 2부 리그 팀을 전전하게 된다.

## 수상
- 러시아 프리미어리그 준우승 1회 (1994), 3위 2회 (1993, 1997)
- 러시아컵 우승 1회 (1995), 준우승 2회 (1997, 1999)